# Стражар (филм)
Стражар (енгл. The Sentinel), амерички криминалистички трилер редитеља Кларка Џонсона из 2006. године са Мајклом Дагласом, Кифером Садерландом, Евом Лонгоријом и Ким Бејсингер у главним улогама. Филм је заснован по роману Џералда Петијевича.

## Радња
Пит Гарисон (Мајкл Даглас) агент Тајне службе САД који је пре двадесет година спасао председнику живот скочивши пред кишу метака. Омиљен и цењен међу колегама у Тајној служби, Гарисон је агент од каријере који је сада на располагању првој дами (Ким Бејсингер). Он живи у високо организованом и уређеном свету хијерархијске структуре, планова, мапа, моторизованих колона, шифрованих имена, жаргона тајне службе и безбедносних поступака. То је свет који има свој смисао, све док тајне не почну да га кидају на комаде. Питов колега агент и пријатељ, Чарли Мериведер (Кларк Џонсон), дискретно му ставља до знања да жели с њим да подели критичне и поверљиве податке. Али пре него што се то догоди, Мериведер бива пронађен устрељен у својој кући, а све то подсећа на пљачку која је пошла наопако. 
Након ово несрећног случаја истрага се поверава да је води врхунски агент Тајне службе, Дејвид Брекинриџ (Кифер Садерланд), Гарисонов штићеник и донедавно један од најбољих пријатеља. Брекинриџ прати само доказе и труди се да елиминише сваку реакцију коју би водио инстинкт. То је оно што се тражи од доброг агента. Гарисон, као можда најбољи агент заштите у служби, често мора да ради по осећају и инстинкту. У том послу то је често једино што постоји. Џил Марин (Ева Лонгорија), амбициозни млади агент, која је управо дипломирала као друга у класи на Академији Тајне службе, долази на свој први теренски задатак.
Њих троје заједно почињу да разоткривају оно што се испоставља као унутрашња завера ради убиства председника - и да постоји издајник у редовима Тајне службе. Сумња пада на Гарисона, коме ће бити изузетно тешко да скине љагу са свог имена зато што му неко смешта. Ко год смешта Гарисон, зна да је он рањив јер покушава да сакрије велику тајну. Због сумње да је издајник, Гарисон бежи, гоњен од стране Брекинриџа и Маринове - својих колега - док покушава да ухвати правог кривца и спасе председников живот.

## Улоге
| Глумац          | Улога                        |
| --------------- | ---------------------------- |
| Мајкл Даглас    | Агент Петер Пит Гарисон      |
| Кифер Садерланд | Агент Дејвид Брекинриџ       |
| Ева Лонгорија   | Агент Џил Марин              |
| Ким Бејсингер   | Прва дама САД Сара Балантајн |
| Мартин Донован  | Вилијам Монтроуз             |
| Дејвид Раши     | председник Балантајн         |
| Кларк Џонсон    | Агент Чарли Мериведер        |